# Neoseiulus planatus
Neoseiulus planatus är en spindeldjursart som först beskrevs av Muma 1962.  Neoseiulus planatus ingår i släktet Neoseiulus och familjen Phytoseiidae. Inga underarter finns listade i Catalogue of Life.